# Zornia laevis
Zornia laevis är en ärtväxtart som beskrevs av Diederich Franz Leonhard von Schlechtendal och Adelbert von Chamisso. Zornia laevis ingår i släktet Zornia och familjen ärtväxter. Inga underarter finns listade i Catalogue of Life.